# Jüdischer Friedhof (Bottrop)

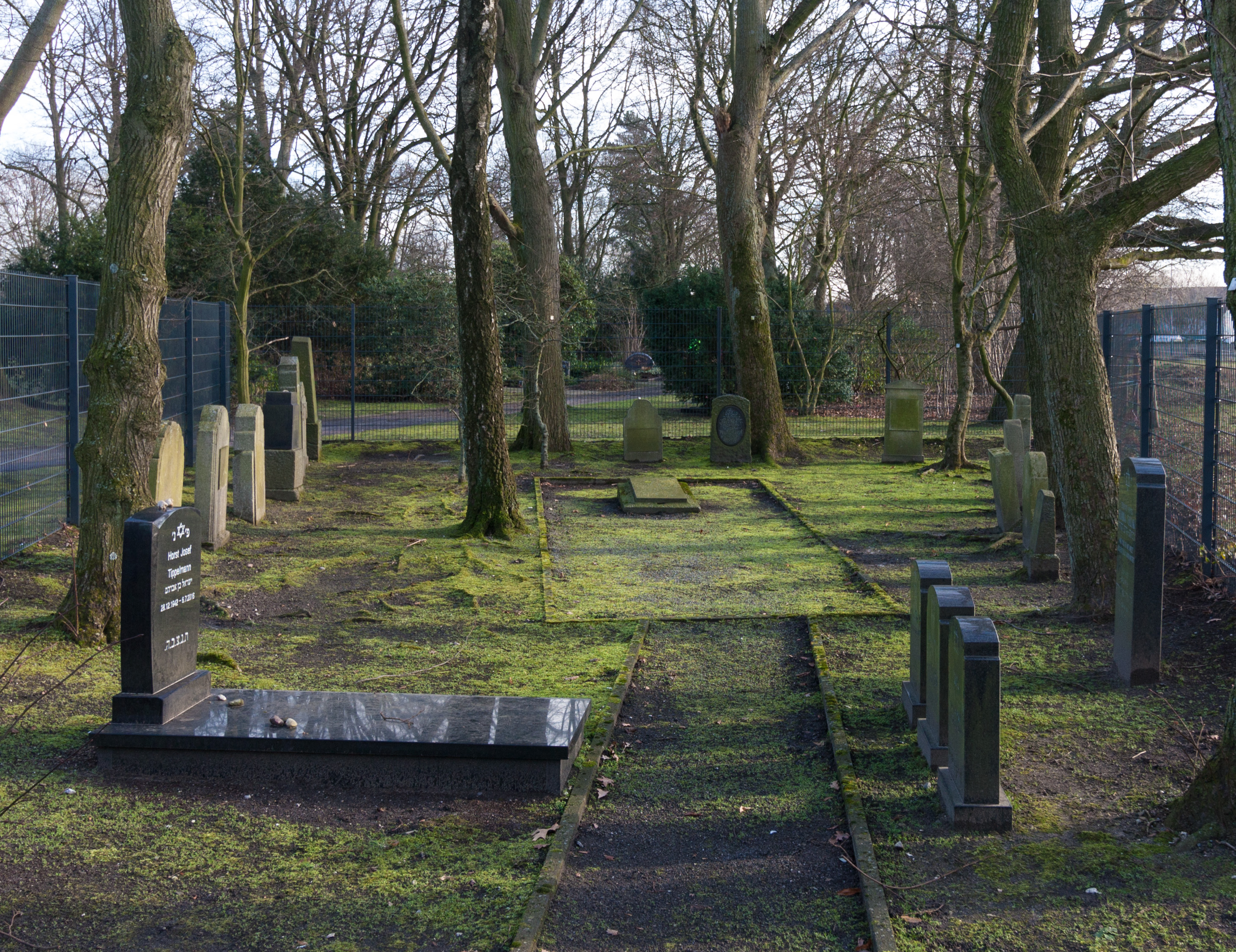
Der jüdische Friedhof Bottrop (2021)

Der Jüdische Friedhof Bottrop befindet sich in der kreisfreien Stadt Bottrop in Nordrhein-Westfalen. Auf dem Friedhof, der 1899 angelegt wurde, befinden sich 15 Grabsteine aus den Jahren 1901 bis 1937 sowie ein Stein des 21. Jahrhunderts.
Der jüdische Friedhof, der seit dem 1. Dezember 1992 als Baudenkmal unter der Denkmalnummer 62 in die Liste der Baudenkmäler in Bottrop eingetragen ist, liegt An der Landwehr am westlichen Rand des Westfriedhofs, der westlich der Landesstraße L 155 („Westring“) liegt.

## Geschichte
Ab etwa 1840 waren in Bottrop und dem benachbarten Osterfeld Juden ansässig. Von 1848 bis 1932 gehörten sie zur Synagogengemeinde Dorsten, danach wurde die Synagogengemeinde Bottrop-Osterfeld selbständig. Mit der zunehmenden Bedeutung des Ruhrbergbaus im 19. Jahrhundert setzte ein kontinuierlicher Zuzug von Juden ein, vornehmlich aus Ostpolen/Galizien. 1932 waren etwa 200 Juden in Bottrop ansässig. Seit den 1920er Jahren gab es in der Bottroper Tourneaustraße einen eigenen kleinen Betsaal.
Bis zur Anlage des Bottroper Friedhofs wurden Juden aus Bottrop auf dem Jüdischen Friedhof Holten oder in Essen beigesetzt. Im Jahr 1930 wurde der Friedhof geschändet und während der NS-Zeit wurden die meisten Grabsteine zerschlagen und beseitigt. Ende 1944 und Anfang 1945 wurden auf dem Friedhof drei jüdische Zwangsarbeiterinnen aus Sighet (Ungarn) beigesetzt, die im KZ-Außenlager Gelsenberg umgekommen waren. In den Jahren 1966 und 1970 wurde der Friedhof erneut geschändet. Der Jüdische Friedhof wird auch weiterhin für Beisetzungen genutzt.